# Tenuipalpus flechtmanni
Tenuipalpus flechtmanni är en spindeldjursart som beskrevs av Mesa, Moraes och Ochoa 2006. Tenuipalpus flechtmanni ingår i släktet Tenuipalpus och familjen Tenuipalpidae. Inga underarter finns listade i Catalogue of Life.